# Dindica wytamani
Dindica wytamani là một loài bướm đêm trong họ Geometridae.